# En fin forretning
En fin forretning er en dansk propagandafilm fra 1949, der er instrueret af Erik Fiehn efter manuskript af Erik Scharling.

## Handling
Filmen propaganderer for papirindsamling. Man følger et hold børn på deres 'vilde jagt' efter papir.